# حارة السد الجنوبي (أزال)
حارة السد الجنوبي هي إحدى حارات حي نقم بمديرية أزال في مدينة صنعاء، بلغ تعداد سكانها 2958 نسمة حسب تعداد اليمن لعام 2004.